# Tokyo Train
Tokyo Train è un gioco di società umoristico ideato da Walter Obert sviluppato soprattutto durante le prime edizioni di IDEAG, a partire dal 2005. I giocatori sono divisi uno dei quali rappresenta l'ipotetico controllore di un treno giapponese, e l'altro che si occupa di spostare i passeggeri secondo le indicazioni date dal controllore.
Con HysteryCoach e Aargh!tect costituisce la "trilogia" di party game di Obert accomunati da meccanismo e atmosfere simili.

## Svolgimento del gioco
Il gioco si svolge a coppie, un turista e un capotreno. Ogni coppia riceve una scheda con il "dizionario": sette parole pseudogiapponesi. Sei di esse rappresentano dei colori, mentre una indica "hai sbagliato".
Fra i giocatori è posta una plancia con sei segnalini di diversi colori in una precisa disposizione (uguale per tutte le squadre). Ai giocatori che interpretano i capitreno viene data una scheda che rappresenta la configurazione da ottenere.
Da quel momento il capotreno dovrà indicare al turista gli spostamenti da fare, potendo usare solo le sette parole indicate sul dizionario e tre gesti con le mani, che indicano semplicemente "scambio verticale lontano", "scambio orizzontale" e "scambio verticale vicino".
Quando una coppia raggiunge la giusta configurazione il capotreno può dichiarare "Tokyo Train" e guadagnare un punto. 
La partita standard si articola in 7 manches (dopo la terza ogni coppia scambia i ruoli). Vince chi ha realizzato più punti.

## Edizioni
Tokyo train è stato pubblicato in diverse edizioni, la maggior parte delle quali direttamente da Cocktail Games
- Russo: 2009, Cocktail Games
- Francese: 2009, Cocktail Games
- Tedesco; 2010, Cocktail Games
- Inglese: 2009, Playroom Entertainment
- Lituano, lettone, estone: 2010 Brain games, Cocktail games
- Ebraico: Kod Kod

## Opere derivate
In via non ufficiale, esiste la versione "live" di Tokyo Train, con vere persone al posto dei segnalini. Nella seconda metà degli anni 2000 la partita "Live" di Tokyo Train è stata un appuntamento costante dei principali eventi ludici italiani.

## Riconoscimenti
- Nominato al Tric Trac Award (2009)
- Nominato al Kinderspielexperten "8-to-13-year-olds" (2010) [1]